# Macronectes
Macronectes je rod ptica iz porodice zovoja i sastoji se od dvije vrste koje su veće nego druge vrste zovoja i nalikuju na albatrose. Naziv Macronectes dolazi od grčke riječi macros što znači dug i nēktēs što znači plivač. Ove ptice žive na južnoj polutci Zemlje. Teške su 3-8 kg. Imaju raspon krila 150-210, a duge su 80-100 cm. Uglavnom su mužjaci veći od ženki. Ptice dobro lete, a i s lakoćom hodaju na kopnu. Ukupna populacija ptica ovog roda je oko 120 000 jedinki.

## Prehrana
Hrane se lignjama, rakovima, tuljanima, strvinama i nekim pticama (npr. albatrosi, pingvini...), te agresivni su grabežljivci i strvinari. 

## Razmnožavanje
Ove ptice uvijek polažu jedno jaje. Kao gnijezdo služi iskopana rupa dubine 50 cm. Ptić se izlegne za 60 dana. Perje dobiva s četiri mjeseca. Spolno je zreo sa 6-7 godina.        

## Taksonomija
Do 1966. smatralo se da postoji samo jedna vrsta u rodu Macronectes. Tada je rod podijeljen na dvije vrste: Macronectes giganteus i Macronectes halli.